# Katyusa (dal)
A Katyusa (Катюша) egy orosz nyelvű szovjet katonadal, melyben egy lány várja a kedvesét, aki a háborúba ment. A dallamot Matvej Iszaakovics Blanter, a szöveget pedig Mihail Vasziljevics Iszakovszkij írta 1938-ban. A dal a második világháborúban vált igen népszerű indulóvá. Először  Valentyina Batyiscseva énekelte el 1938. november 27-én egy moszkvai koncerten (Дом Союзов / Dom Szojuzov) .
A Katyusa a Kátya becenév kicsinyítőképzős változata, a Kátya pedig a Jekatyerina (Katalin) név becézett formája.

## A dal hatása
A dal után kapta nevét a II. világháborúban használt BM–13 Katyusa rakéta-sorozatvető. A Katyusa külföldön is hamar népszerűvé vált a háború alatt és után. Az olaszok Katarina és Fischia il vento (Fütyül a szél) címmel dolgozták át.
Magyarra is lefordították, Karády Katalin adta elő. Ugyanerre a dallamra íródott az „Ellopták az oroszok a tankot…”, más források szerint „Ellopták az oroszok a tyúkot…” kezdetű gúnydal. A Szpartak-szurkolók gyakran éneklik csapatuk biztatására.

## Hasonló című dalok
Japán nyelven íródott egy hasonló című dal, a カチューシャの歌 (Kacsúsa no Uta, Katyusa dala), mely a 20. század elején már népszerűvé vált. A dalt Nakajama Sinpei írta, Macui Szumako énekelte Tolsztoj Feltámadás című regényének színi változata bemutatóján 1914-ben Tokióban. Nagy sikert aratott, a lemezeket vásárolták egész Japánban. A dalnak nincs köze az orosz Katyusához.

## Magyar vonatkozások
A dal felbukkan (említés szintjén) Kondor Vilmos magyar író Budapest novemberben című bűnügyi regényében, azon számok egyikeként, amelyek szerepeltek a regény egyik fő karaktere, az egyik bécsi orosz kabaréban énekesnőként dolgozó fiatal lány repertoárján.

## Híres előadók
A dalt számos híres szovjet, illetve orosz énekes előadta, többek között: Ligyija Ruszlanova, Tamara Szinjavszkaja, Georgij Viongradov, a lengyel származású Anna German, vagy Vitas.